# رگال بلویت
رگال بلویت (انگلیسی: Regal Beloit) شرکت ماشین‌آلات آمریکایی است، که در سال ۱۹۵۵ تأسیس شد.